# Élection du gouverneur d'Aichi de 2007

Drapeau de la préfecture d'Aichi

La 16e élection du gouverneur de la préfecture d'Aichi (第16回愛知県知事選挙, Dai-jūroku-kai Aichi-ken Chiji senkyo) est une élection japonaise locale qui s'est tenue le 4 février 2007. Elle a vu la réélection pour un troisième mandat de Masaaki Kanda.

## Contexte national et préfectoral
Ce scrutin est le second vote local d'une année 2007 chargée sur le plan électoral au Japon, avec les élections locales unifiées des 8 (élections simultanées de 13 gouverneurs sur 47, dont surtout celui de Tōkyō, et des maires de 4 des 17 villes désignées par ordonnance gouvernementale) et 22 avril 2007 (élections de 262 maires et de 779 conseils municipaux) puis le renouvellement de la moitié de la Chambre des conseillers, la chambre haute de la Diète du Japon, du 29 juillet 2007. Il s'agit de la première élection d'un gouverneur d'Aichi à être réellement politisée, même si, comme le veut une habitude des scrutins locaux japonais, encore une fois les candidats se présentent tous comme indépendants. En effet, le gouverneur sortant Masaaki Kanda avait été élu en 1999 puis réélu en 2003 avec l'investiture des principales forces politiques nationales, qu'elles soient membres de la majorité menée par le Parti libéral-démocrate (PLD, centre droit) ou de l'opposition non-communiste dominée par le Parti démocrate du Japon (PDJ, centre voire centre gauche). Il avait d'ailleurs à chaque fois largement gagné, avec 61,2 % des suffrages la première fois puis 70,52 % la deuxième. Ce n'est plus le cas en 2007.
Masaaki Kanda, candidat à sa réélection, est investi par les partis de la majorité gouvernementale de centre droit : le PLD et son allié le Nouveau Kōmeitō (centre d'influence bouddhiste). Il a face à lui principalement Yoshihiro Ishida, jusque-là maire d'Inuyama, candidat soutenu par les trois principaux mouvements de l'opposition non-communiste : le PDJ, le Parti social-démocrate (PSD, centre gauche) et le Nouveau parti du peuple (NPP, centre droit). Le troisième et dernier participant, Seiroku Abe, un ancien dirigeant syndical local, est quant-lui avancé par le Parti communiste japonais (PCJ). Le scrutin est ainsi largement présenté par les médias comme un test pour les acteurs de la scène politique nationale.
Or, la préfecture d'Aichi, avec son imposante agglomération de Nagoya (la troisième du pays) et ses zones industrielles, est connue pour être un foyer important de l'électorat de centre gauche. Ainsi, les élections législatives du 11 septembre 2005, pourtant marquée par une sévère défaite du PDJ et à une large victoire du PLD, a tout de même permis à 6 circonscriptions sur 15 d'être gagnée par un candidat démocrate (elles étaient 10 après les précédentes législatives de 2003). De plus, la majorité et le gouvernement du Premier ministre Shinzō Abe, successeur depuis le 26 septembre 2007 du populaire Jun'ichirō Koizumi, connaît plusieurs difficultés depuis la fin de l'année 2006. Plusieurs de ses membres ont notamment alors été touchés par des scandales de financement politique. Tout d'abord, le ministre de la Réforme réglementaire 	Gen’ichirō Sata doit annoncer sa démission du Cabinet le 27 décembre 2006 après avoir reconnu l'existence de « comptes inappropriés » rendus par son équipe de financement. Ensuite, les médias rapportent durant le mois de janvier que cinq ministres (ceux de l'Éducation, de la Culture, des Sports, des Sciences et de la Technologie Bunmei Ibuki, de l'Agriculture, des Forêts et de la Pêche Toshikatsu Matsuoka, des Finances Kōji Omi, des Affaires intérieures et des Communications Yoshihide Suga et de la Réforme réglementaire Yoshimi Watanabe) et deux officiels du PLD (le président du Conseil de la Recherche politique Shōichi Nakagawa et celui du Conseil exécutif Yūya Niwa) aurait déclaré 689 millions de yens au titre des « locations de bureaux » sur cinq ans jusqu'en 2005, alors même que leurs organisations de gestion de leurs fonds politiques siégeaient toutes dans des bureaux mis à la disposition gratuitement par la Diète aux parlementaires. Plusieurs déclarations controversées de personnalités du gouvernement bouleversent également l'opinion. C'est surtout le cas, une semaine avant le scrutin, du ministre de la Santé, du Travail et des Affaires sociales Hakuo Yanagisawa qui s'est attiré les attaques de l'opposition (le PDJ, par la voix de son ancien président Naoto Kan, annonce boycotter les discussions à la Chambre des conseillers sur le vote important d'un budget supplémentaire tant que Yanagisawa n'aurait pas démissionné) et la colère d'associations féministes pour avoir parlé des femmes comme de « machines à porter des enfants ». La popularité de Shinzō Abe et de son Cabinet en pâtit, puisque leur taux de soutien, selon des sondages réalisés pour la NHK, tombe pour la première sous celui des mécontents courant janvier.
Mais le choix du gouverneur est également lié à d'autres enjeux, que ce soit la personnalité ou la notoriété des candidats et des questions de politique locale. Masaaki Kanda garde ainsi une certaine popularité pour sa politique, lancée dès le début de son premier mandat, de transparence des informations transmises à la population par les services de la préfecture et tout particulièrement par la police régionale, afin d'éviter d'éventuels scandales. Il a ainsi fait remonter en un an sa collectivité de la dernière à la cinquième place du classement de la transparence des 47 préfectures japonaises établi annuellement par un groupe d'ombudsmen, ou défenseurs des droits des citoyens. Il a acquis aussi une certaine notoriété tant localement, nationalement et internationalement pour une politique de prestige et de grands travaux symbolisée par l'organisation par Aichi de l'exposition internationale spécialisée du 25 mars au 25 septembre 2005. Cette manifestation est alors l'occasion d'inaugurer l'Aéroport international du Chūbu, qui devient la principale plateforme aérienne du centre du Japon, ou encore de la ligne de train à sustentation magnétique, ou Maglev, du Linimo qui dessert la banlieue de Nagoya. Le 22 septembre 2005, Masaaki Kanda a succédé également au maire de Hanovre Herbert Schmalstieg comme président de l'Association des villes et régions hôtes d’expositions internationales (AVE), en place jusqu'à l'Expo 2010 de Shanghai. Il reste, malgré le contexte national difficile pour son camp, le favori tout au long de la campagne.
Néanmoins, son rival Yoshihiro Ishida est lui aussi devenu plutôt populaire localement pour sa politique à Inuyama, s'appuyant sur la mise en place d'un « projet local » et la défense de l'autonomie des municipalités. Surnommé durant son mandat le « maire réformiste » (改革派市長, Kaikaku-ha shichō), il s'est notamment appuyé sur la promotion culturelle (avec la réhabilitation de la vieille-ville et du château, le plus ancien du Japon à être encore debout) et éducative (par la création, par exemple, de 30 classes supplémentaires dans les écoles élémentaires de la ville).

## Liste des candidats
- Seiroku Abe, 67 ans, directeur du centre du dialogue social de la Fédération syndicale ouvrière d'Aichi. Indépendant soutenu par le PCJ.
- Yoshihiro Ishida, 61 ans, ancien détaillant, ancien maire d'Inuyama de 1995 à 2006, ancien élu à l'Assemblée préfectorale d'Aichi (membre alors du groupe PLD) de 1983 à 1995. Indépendant soutenu par le PDJ, le PSD et le NPP.
- Masaaki Kanda, 55 ans, avocat de formation, gouverneur depuis 1999, ancien maire d'Ichinomiya de 1989 à 1998. Indépendant soutenu par le PLD et le Nouveau Kōmeitō.

## Résultats
| Candidat                                               | Parti(s) d'investiture | Voix      | %       |
| Masaaki Kanda                                          | PLD - Nouveau Kōmeitō  | 1 424 761 | 48,44 % |
| ------------------------------------------------------ | ---------------------- | --------- | ------- |
| Yoshihiro Ishida                                       | PDJ - PSD - NPP        | 1 355 713 | 46,09 % |
| Seiroku Abe                                            | PCJ                    | 160 827   | 5,47 %  |
|                                                        |                        |           |         |
| Suffrages exprimés                                     | Suffrages exprimés     | 2 941 301 | 99,17 % |
| Blancs ou nuls                                         | Blancs ou nuls         | 24 534    | 0,83 %  |
| Votants                                                | Votants                | 2 965 835 | 52,11 % |
| Abstentions                                            | Abstentions            | 2 725 960 | 47,89 % |
| Inscrits                                               | Inscrits               | 5 691 795 |         |
| Résultats officiels sur le site : www.senkyo.janjan.jp |                        |           |         |

Sans véritable surprise, Masaaki Kanda est réélu pour un troisième mandat. Cependant, il l'emporte avec une très faible avance sur Yoshihiro Ishida : seulement 69 048 voix et 2,35 points d'écart. Les commentateurs lient ce scrutin serré aux scandales et dérapages qui ont touché juste avant le vote la majorité, tout particulièrement les propos du ministre Hakuo Yanagisawa qui semble avoir détourné une bonne partie de l'électorat féminin de Kanda. Ce dernier paraît également avoir souffert d'un certain désaveu de la part des électeurs indépendants, qui avaient fait en partie son succès lors des précédentes élections. En effet, Yoshihiro Ishida a réuni derrière son nom 55 % des votants non partisans. Le dernier enseignement de ce scrutin est une participation, bien que toujours assez faible avec seulement 52,11 % des inscrits à s'être déplacés aux urnes, nettement plus forte qu'habituellement (elle n'était que de 41,92 % en 1999 et de 38,91 % en 2003).